# Jean-Nicolas Stofflet

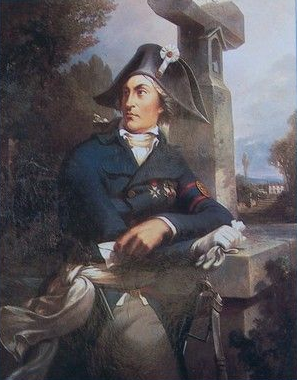
Thomas Drake – Jean-Nicolas Stofflet (fiktives Porträt der Restaurationszeit)

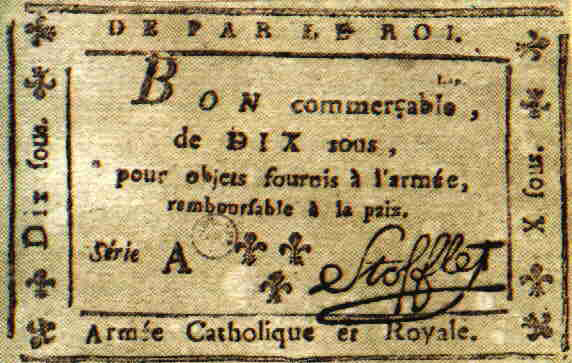
Schuldschein als Ausgleich für die Lieferung von Versorgungsgütern an die Aufständischen (hier mit der Unterschrift Stofflets, ausgestellt im Namen des französischen Königs)

Jean-Nicolas Stofflet (* 3. Februar 1753 in Bathelémont-lès-Bauzemont, Lothringen; † 23. Februar 1796 in Angers) war einer der Anführer der Armée catholique et royale de Vendée während des dortigen Aufstands gegen das revolutionäre Frankreich.

## Biografie
Er wurde als Sohn eines Müllers geboren, dessen Vorfahren aus dem Montafon, Vorarlberg stammen und diente jahrelang als einfacher Soldat in einem Schweizer Regiment. Danach bekleidete er die Stelle eines Jagdaufsehers in Diensten des Grafen Colbert-Maulévrier. Als der Vendée-Aufstand losbrach, schloss er sich diesem an und nahm an mehreren Schlachten teil, in welchen er sich auszeichnete. Im Jahre 1794 wurde er zum „Major-général“ (kein Dienstrang, sondern eine Dienststellung – er war also kein Generalmajor) ernannt und noch im selben Jahr folgte er Henri de La Rochejaquelein als Oberbefehlshaber der Truppen nach.
Gegenseitiges Misstrauen und wahrscheinlich auch Ehrgeiz und Neid waren die Gründe dafür, dass er sich mit den anderen Befehlshabern der Aufständischen überwarf: Im April 1794 ließ er seinen Generalskollegen Gaspard de Bernard de Marigny in Abwesenheit vor ein Kriegsgericht stellen und zum Tode verurteilen; das Urteil wurde unmittelbar nach dessen Gefangennahme am 10. Juli 1794 vollstreckt. Ein Jahr darauf geriet Stofflet wegen militärischer Misserfolge in Streit mit François Athanase de Charette de la Contrie, einem anderen Anführer der Vendée-Armee; kurz darauf trat er zurück und unterwarf sich am 2. Mai 1795 einem Urteilsspruch des Nationalkonvents.
Im Dezember des Jahres 1795 brach er die vereinbarten Absprachen mit der Republik und wurde vom Grafen der Provence, dem jüngeren Bruder Ludwigs XVI. und späteren König Ludwig XVIII. zum Maréchal de camp befördert. Seine militärischen Aktivitäten schlugen jedoch fehl; er wurde von den Revolutionstruppen unter Jacques Mesnage in der Schlacht bei Châtillon gefangen genommen, von einem Militärgericht zum Tode verurteilt und am 25. Februar 1796 in Angers erschossen. Er wurde 43 Jahre alt.

## Bewertung
Victoire de Donnissan de La Rochejaquelein, die an der Seite ihres Mannes mehrere Begebenheiten des Vendée-Aufstandes hautnah miterlebte, beschreibt Stofflet als „intelligent und tapfer“, aber auch als „hochmütig und eitel“ sowie als „hart und brutal“ gegenüber seinen eigenen Soldaten, die ihn fürchteten. Sein Verhalten gegenüber seinem Generalskollegen Gaspard de Bernard de Marigny gilt gemeinhin als völlig überzogen.